# Le Jockey rouge
Pour plus de détails, voir Fiche technique et Distribution.
Le Jockey rouge (Thoroughbreds Don't Cry) est un film musical américain d'Alfred E. Green, sorti en 1937.

## Fiche technique
- Titre français : Le Jockey rouge[1]
- Titre original : Thoroughbreds Don't Cry
- Réalisation : Alfred E. Green
- Scénario : Lawrence Hazard, Dalton Trumbo (non crédité) et Harold Gould (non crédité) d'après une histoire de Eleanore Griffin et J. Walter Ruben
- Production : Harry Rapf
- Société de production : Metro-Goldwyn-Mayer
- Images : Leonard Smith
- Montage : Elmo Veron
- Directeur musical : William Axt
- Musique : William Axt (non crédité), Nacio Herb Brown et Arthur Freed
- Direction artistique : Cedric Gibbons
- Costumes : Dolly Tree
- Pays d'origine : États-Unis
- Genre : Comédie musicale
- Format : Noir et blanc - 35 mm - 1,37:1 - Son : Mono (Western Electric Sound System)
- Durée : 80 minutes
- Dates de sortie :
  - États-Unis : 25 novembre 1937 (New York) ; 3 décembre 1937 (sortie nationale)
  - France : 17 avril 1940

## Distribution
- Mickey Rooney : Timmie Donovan
- Judy Garland : Cricket West
- Ronald Sinclair : Roger Calverton
- Sophie Tucker : Mère Ralph
- C. Aubrey Smith : Sir Peter Calverton
- Forrester Harvey : Wilkins
- Charles D. Brown : Père Click Donovan
- Frankie Darro : 'Dink' Reid
- Henry Kolker : 'Doc' Godfrey
- Helen Troy : Hilda
- Francis X. Bushman : Racing Steward (non crédité)
- Elisha Cook Jr. : Boots Maguire (non crédité)

## Autour du film
- C’est le premier film où Judy Garland donne la réplique à Mickey Rooney[2], le début d’une longue collaboration puisqu’ils tourneront ensemble encore huit fois (notamment dans L'Amour frappe André Hardy, Place au rythme, En avant la musique, Débuts à Broadway...) et sans compter leurs nombreux shows en duo sur scène ou sur des plateaux divers[3].  Après avoir été remarqué pour avoir chanté la chanson « You make me love you » pour l’anniversaire de Clark Gable[4], Judy Garland interprète son premier grand rôle qui inaugurera une longue série de personnages où elle jouera la « girl next door »[5].